# 442-й пехотный полк (США)
442-й пехотный полк (англ. 442nd Infantry Regiment) — военная часть Вооружённых сил США, принимавшая участие во Второй мировой войне, сражавшаяся в Европе — в Италии, на юге Франции и в Германии. Полк почти полностью состоял из американских солдат японского происхождения: нисэй и интернированных японцев.
В полку в общей сложности служило около 14000 человек, 9486 из них были удостоены награды «Пурпурное сердце», 21 военный был награждён Медалью Почёта. Этот полк является рекордсменом по числу награждённых «Пурпурным сердцем» за всю историю американской армии, считая общее количество наград к числу военнослужащих подразделения, получив за это прозвище «Батальон Пурпурное сердце» (англ. Purple Heart Battalion).

## История

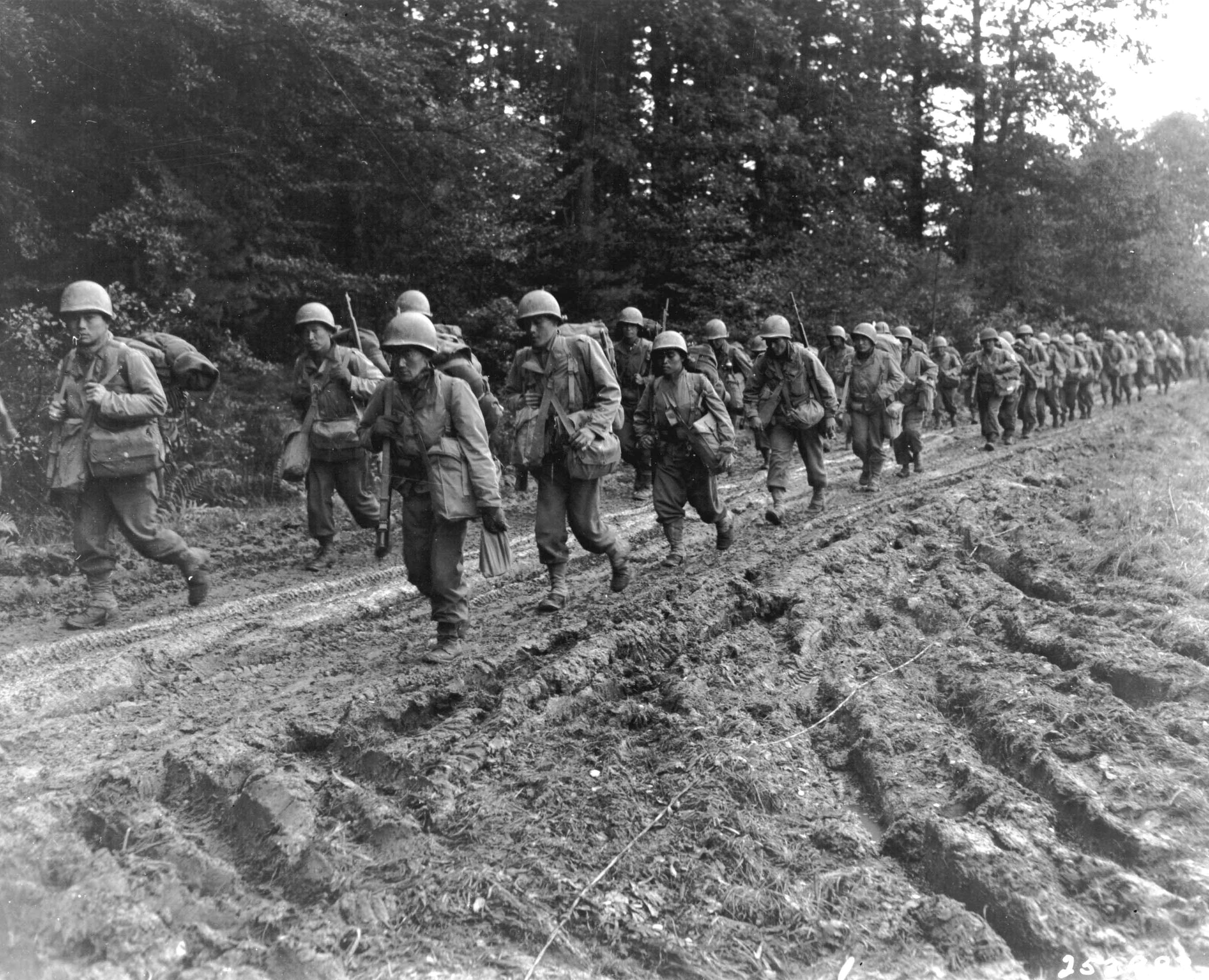
Солдаты 442-го полка возле города Шамбуа, Франция (1944 год)

О формировании 442-го пехотного полка, состоящего из японцев, объявил президент США Франклин Рузвельт. Полк был создан на основе 100-го пехотного батальона за счёт японских добровольцев, прибывших с Гавайских островов и лагерей для интернированных лиц. Входил в 92-ю пехотную дивизию 5-й армии США. Пройдя обучение в штате Миссисипи, подразделение отбыло в город Оран на севере Африки, чтобы присоединиться к союзным силам вторжения в Италию.
28 мая 1944 года полк высадился в городе Анцио. Первый бой принял 26 июня 1944 года в Суверето, выбив из города немцев. Далее полк продвигался на север, дойдя до города Сассетта. Освободив его, продвигался в сторону реки Арно, освободив 1 июля коммуну Чечина. Продвигаясь выше и преодолевая ожесточённое сопротивление немецких войск, американцы 7 июля заняли город Кастеллина-Мариттима. Форсировав 25 июля реку Арно, полк находился на отдыхе по 15 августа. По 31 августа военные охраняли мосты через реку. 11 сентября 1944 года 442-й полк был выведен из состава 5-й армии и прикреплён к 36-й пехотной дивизии 7-й армии США.
Затем военнослужащие полка тренировались на аэродроме к югу от Рима вместе с военно-десантной группой для высадки на планерах на юг Франции в районе города Ле-Мюи. После этой операции очищали от мин захваченные территории, охраняли дороги и туннели. Затем 30 сентября высадились в Марселе и в течение следующих нескольких недель перемещались вдоль долины реки Роны. 14 октября началась подготовка, а 15 октября — штурм высот возле французской коммуны Брюийе́р (фр. Bruyères), которую немцам было приказано защищать всеми силами, так как это было последнее препятствие войск союзников перед вторжением в Германию. После захвата Брюийер полк получил короткую передышку и двинулся в сторону коммуны Биффонте́н (фр. Biffontaine), где состоялась очередная операция, в результате от немцев была освобождена и эта территория.
После жёстких октябрьских боёв, через горный массив Вогезы, 442-й полк был передислоцирован в Приморские Альпы и Лазурный Берег, где не было никаких серьёзных военных действий и полк охранял участок франко-итальянской границы, захватывая иногда шпионов и диверсантов. 23 марта 1945 подразделение было отправлено обратно в Италию на Готскую линию. Здесь, после некоторого затишья, в апреле полк участвовал в боевых действиях, взяв 25 апреля последний оплот немцев — город Аулла. После чего немецкие войска начали массово сдаваться. 2 мая 1945 года вместе с окончанием войны в Италии, 442-й полк завершил свою миссию во Второй мировой войне.
В 1969 году 442-й пехотный полк США был расформирован, оставшиеся военнослужащие переведены в 100-й пехотный батальон, который является действующим подразделением Армии США и в настоящее время.